# Diócesis de Bhagalpur
La diócesis de Bhagalpur (en latín: Dioecesis Bhagalpurensis y en inglés: Roman Catholic Diocese of Bhagalpur) es una circunscripción eclesiástica de la Iglesia católica en India. Se trata de una diócesis latina, sufragánea de la arquidiócesis de Patna. Desde el 11 de enero de 2007 su obispo es Kurian Valiakandathil.

## Territorio y organización
La diócesis tiene 17 766 km² y extiende su jurisdicción sobre los fieles católicos de rito latino residentes en:
- el estado de Bihar en los distritos de: Bhagalpur y Banka, y parte de los de Jamui y Munger;
- el estado de Jharkhand en los distritos de: Godda y Giridih y porciones menores de los de Deoghar y Sahibganj.

La sede de la diócesis se encuentra en la ciudad de Bhagalpur, en donde se halla la Catedral de la Inmaculada Concepción.
En 2020 en la diócesis existían 87 parroquias.

## Historia
La prefectura apostólica de Bhagalpur fue erigida el 3 de agosto de 1956 con la bula Etsi hoc tempore del papa Pío XII, obteniendo el territorio de la diócesis de Patna (hoy arquidiócesis).
El 11 de enero de 1965 la prefectura apostólica fue elevada al rango de diócesis con la bula Cum Dei munere del papa Pablo VI. Originalmente era sufragánea de la arquidiócesis de Calcuta.
En 1968 pasó a formar parte de la provincia eclesiástica de la arquidiócesis de Ranchi.
El 8 de octubre de 1970 incorporó una porción de territorio de la entonces diócesis de Patna y poco después otra porción de territorio que pertenecía a la arquidiócesis de Ranchi. En 1984 incorporó otras parroquias que habían pertenecido a la diócesis de Patna.
El 16 de marzo de 1999 se convirtió en sufragánea de la arquidiócesis de Patna.

## Estadísticas
Según el Anuario Pontificio 2021 la diócesis tenía a fines de 2020 un total de 98 037 fieles bautizados.
| Año                                                                             | Población            | Población  | Población      | Sacerdotes | Sacerdotes    | Sacerdotes    | Bautizados por sacerdote | Diáconos permanentes | Religiosos | Religiosos | Parroquias |
| Año                                                                             | Bautizados católicos | Total      | % de católicos | Total      | Clero secular | Clero regular | Bautizados por sacerdote | Diáconos permanentes | Varones    | Mujeres    | Parroquias |
| ------------------------------------------------------------------------------- | -------------------- | ---------- | -------------- | ---------- | ------------- | ------------- | ------------------------ | -------------------- | ---------- | ---------- | ---------- |
| 1970                                                                            | 15 163               | 5 587 464  | 0.3            | 38         | 12            | 26            | 399                      |                      | 38         | 53         | 13         |
| 1980                                                                            | 30 799               | 7 990 005  | 0.4            | 57         | 32            | 25            | 540                      |                      | 58         | 168        | 29         |
| 1990                                                                            | 42 533               | 11 095 000 | 0.4            | 81         | 59            | 22            | 525                      |                      | 30         | 238        | 39         |
| 1999                                                                            | 63 798               | 15 084 214 | 0.4            | 83         | 59            | 24            | 768                      |                      | 66         | 276        | 43         |
| 2000                                                                            | 65 813               | 10 086 229 | 0.7            | 94         | 69            | 25            | 700                      |                      | 42         | 279        | 44         |
| 2001                                                                            | 68 147               | 10 089 408 | 0.7            | 91         | 68            | 23            | 748                      |                      | 38         | 287        | 45         |
| 2002                                                                            | 70 365               | 8 235 618  | 0.9            | 91         | 68            | 23            | 773                      |                      | 39         | 294        | 46         |
| 2003                                                                            | 72 485               | 8 242 712  | 0.9            | 92         | 68            | 24            | 787                      |                      | 36         | 298        | 46         |
| 2004                                                                            | 76 940               | 8 247 236  | 0.9            | 94         | 68            | 26            | 818                      |                      | 39         | 306        | 46         |
| 2006                                                                            | 82 558               | 8 342 120  | 1.0            | 105        | 79            | 26            | 786                      |                      | 53         | 352        | 48         |
| 2012                                                                            | 78 359               | 9 446 000  | 0.8            | 121        | 91            | 30            | 647                      |                      | 62         | 431        | 69         |
| 2015                                                                            | 84 998               | 9 491 472  | 0.9            | 129        | 98            | 31            | 658                      |                      | 83         | 457        | 69         |
| 2018                                                                            | 90 530               | 9 864 500  | 0.9            | 124        | 98            | 26            | 730                      |                      | 70         | 491        | 82         |
| 2020                                                                            | 98 037               | 10 115 567 | 1.0            | 143        | 118           | 25            | 685                      |                      | 66         | 508        | 87         |
| Fuente: Catholic-Hierarchy, que a su vez toma los datos del Anuario Pontificio. |                      |            |                |            |               |               |                          |                      |            |            |            |

## Episcopologio
- Urban Eugen McGarry, T.O.R. † (7 de agosto de 1956-30 de noviembre de 1987 retirado)
- George Victor Saupin, S.I. † (30 de noviembre de 1987-2 de agosto de 1993 falleció)
  - Sede vacante (1993-1996)
- Thomas Kozhimala † (14 de junio de 1996-1 de junio de 2005 falleció)
- Kurian Valiakandathil, desde el 11 de enero de 2007